# 황금들창코원숭이
황금들창코원숭이(Rhinopithecus roxellana) 또는 황금원숭이, 골든몽키, 금빛원숭이는 콜로부스아과에 속하는 구세계원숭이의 일종이다. 

어깨와 가슴, 배 부위가 황금색을 띠며 등은 적갈색이다. 눈 주위에 밝은 청색이 둘러쳐져 있다. 작은 사자코가 특징이며, 어깨에 갈기와 같은 긴 털이 있다.
눈 위에서 직립보행을 하며 죽순, 나무껍질, 과일, 나뭇잎, 곤충을 먹는다. 

중국(쓰촨성, 산시성, 간쑤성, 후베이성)의 해발고도 3,000m의 낙엽활엽수림이나 침엽수림에 서식 한다. 

천적은 참매, 승냥이, 늑대, 아시아황금고양이, 표범이다.

## 아종
이 원숭이는 3종의 아종이 있다.
- Rhinopithecus roxellana roxellana
- Rhinopithecus roxellana qinlingensis
- Rhinopithecus roxellana hubeiensis

## 같이 보기
- 들창코원숭이